# Britta Bannenberg
Britta Bannenberg (* 1. Mai 1964 in Volkmarsen) ist eine deutsche Rechtswissenschaftlerin und Kriminologin.

## Werdegang
Nach dem Studium der Rechtswissenschaften an der Georg-August-Universität Göttingen promovierte sie 1993 mit einer Dissertation über den Täter-Opfer-Ausgleich. Von 1995 bis 2001 war Britta Bannenberg wissenschaftliche Assistentin bei Dieter Rössner an der Martin-Luther-Universität Halle/Saale und an der Philipps-Universität Marburg. Sie habilitierte sich 2001 mit einer Arbeit über Korruption in Deutschland und ihre strafrechtliche Kontrolle. Ab 2002 war sie Professorin für Kriminologie, Strafrecht und Strafverfahrensrecht an der Universität Bielefeld. Seit 2008 ist Britta Bannenberg Professorin für Kriminologie an der Universität Gießen. Sie ist im wissenschaftlichen Beirat des Deutschen Forums für Kriminalprävention.
Forschungsschwerpunkte sind: Korruption und Wirtschaftskriminalität, Gewaltkriminalität und Kriminalprävention, Täter-Opfer-Ausgleich, Gewalt an Schulen, Amokläufe und Bedrohungen insbesondere an Schulen, Fragen der Prävention und Eskalation von Gewalt in Paarbeziehungen sowie Kriminalprävention in problematischen Stadtteilen. Bannenberg war Mitglied im interdisziplinären Forschungskonsortium zur Untersuchung des sexuellen Missbrauchs Minderjähriger innerhalb der katholischen Kirche (MHG-Studie).
In der breiteren Öffentlichkeit wurde die ehemalige Leistungssportlerin (bis 1986; Langstreckenlauf) mit ihren juristischen Interventionen gegen das Doping im Sport bekannt. Seit 2021 ist sie Mitglied im Netzwerk Wissenschaftsfreiheit.

## Schriften (Auswahl)
- Wiedergutmachung in der Strafrechtspraxis. Eine empirisch-kriminologische Untersuchung von Täter-Opfer-Ausgleichsprojekten in der Bundesrepublik Deutschland (= Schriftenreihe der Deutschen Bewährungshilfe e. V. Bd. 30). Forum-Verlag Godesberg, Bonn 1992, ISBN 3-927066-70-2 (Zugleich: Göttingen, Universität, Dissertation, 1993).
- mit Dieter Rössner: Konfliktregelung bei Gewaltstraftaten in Paarbeziehungen. Kurzfassung des Gutachtens Mediation bei Gewaltstraftaten in Paarbeziehungen. Freie und Hansestadt Hamburg – Senatsamt für die Gleichstellung, Hamburg 1999.
- mit Elmar G. M. Weitekamp, Dieter Rössner und Hans-Jürgen Kerner: Mediation bei Gewaltstraftaten in Paarbeziehungen. Nomos-Verlags-Gesellschaft, Baden-Baden 1999, ISBN 3-7890-6061-5.
- Korruption in Deutschland und ihre strafrechtliche Kontrolle. Eine kriminologisch-strafrechtliche Analyse (= Polizei + Forschung. Bd. 18). Luchterhand, Neuwied u. a. 2002, ISBN 3-472-05159-0 (Zugleich: Habilitations-Schrift, 2001).
- mit Wolfgang J. Schaupensteiner: Korruption in Deutschland. Portrait einer Wachstumsbranche (= Beck'sche Reihe. 1564). Beck, München 2004, ISBN 3-406-51066-3.
- mit Dieter Rössner: Kriminalität in Deutschland (= Beck'sche Reihe 2384 C. H. Beck Wissen). Beck, München 2005, ISBN 3-406-50884-7.
- mit Nadine Bals und Christian Hilgartner: Täter-Opfer-Ausgleich im Erwachsenenbereich. Eine repräsentative Untersuchung für Nordrhein-Westfalen. (2005 mit Nadine Bals und Christian Hilgartner). Forum-Verlag Godesberg, Mönchengladbach 2005, ISBN 3-936999-22-8.
- Amok. Ursachen erkennen – Warnsignale verstehen – Katastrophen verhindern. Gütersloher Verlags-Haus, Gütersloh 2010. ISBN 978-3-579-06873-2.